# Унікув (Свентокшиське воєводство)
Унікув (пол. Uników) — село в Польщі, у гміні Пінчів Піньчовського повіту Свентокшиського воєводства.
Населення — 325 осіб (2011).
У 1975-1998 роках село належало до Келецького воєводства.

## Демографія
Демографічна структура на день 31 березня 2011 року:
|          | Загалом | Допрацездатний вік | Працездатний вік | Постпрацездатний вік |
| -------- | ------- | ------------------ | ---------------- | -------------------- |
| Чоловіки | 157     | 36                 | 97               | 24                   |
| Жінки    | 168     | 31                 | 84               | 53                   |
| Разом    | 325     | 67                 | 181              | 77                   |